# Chasing Pandora
Chasing Pandora – maltański zespół muzyczny pochodzący z Gozo.

## Kariera
Zespół rozpoczął swoją działalność w 2006 roku. Do jego powstania przyczynił się brytyjski producent i menedżer muzyczny Steve Brown. Trzon zespołu stanowią Melissa Portelli - wokalistka i autorka tekstów oraz Keith Anthony - gitarzysta i kompozytor. W skład grupy z biegiem czasu weszli Ismael Azzopardi - instrumenty klawiszowe, Simon Vella - skrzypce i Dru Mayer - perkusja.
1 maja 2007 roku ukazał się debiutancki album zespołu noszący tytuł Mocking The Mocking Bird zawierający 12 utworów.
W 2008 zespół wydał dwa minialbumy (EP) Two i Wide Eyed Beautiful.
W marcu i kwietniu 2009 zespół zagrał serię koncertów wraz z innymi maltańskimi muzykami pod nazwą Jack Daniels Acoustic Roots. Z zespołem wystąpili wówczas tacy wykonawcy jak: Carrie Haber, Bitterside, Airport Impressions, Tony Grimaud, Uncharted i Brikkuni.
W czerwcu 2009 roku pojawiła się reedycja płyty Mocking The Mocking Bird, na której pięć utworów zostało zastąpionych utworami z EPek Two i Wide Eyed Beautiful. W tym samym miesiącu wydana została EPka Time, a w październiku kolejna Running In Circles.
W lutym 2010 pojawiła się kolejny minialbum Escape (Lucky Lucky Me), a następnie płyta The Driver and the Dancer Zawierająca 3 utwory, które ukazały się wcześniej na EPkach i 9 nowych piosenek. W sierpniu 2010 został wydany kolejny minialbum People.
30 grudnia 2011 zespół poinformował o zawieszeniu działalności, a muzycy postanowili skupić się na własnych projektach: Melissa, solowym - Mel Xkejfa a Keith z zespołem FellowFish.
Po zawieszeniu działalności zespół zagrał dwukrotnie koncerty - w sierpniu 2015 podczas Funkoustic i w kwietniu 2023 w ramach koncertu Memorji na Gozo.
Pod koniec 2023 muzycy wznowili działalność grając kilka koncertów na Malcie i Gozo. W składzie Melissa Portelli, Keith Anthony i Ismael Azzopardi.
W styczniu 2024 zespół wydał singiel zawierający utwór Feel the Rain, pochodzący z pierwszej płyty zespołu. i zapowiedział rozpoczęcie prac nad kolejnym albumem. W maju i wrześniu ukazały się dwa kolejne single Teetime i  One-Time Story promujące album The Weight Of It All, który miał premierę 5 października 2024.
W marcu 2025 ukazał się singiel Fragile zespołu Red Electirc, nagrany wraz z Chasing Pandora. W zaś kwietniu serwisach streamingowych pojawił się kolejny singiel Chasing Pandory starkravingsad zawierająca utwory Toxicity i Glycerine. 

## Dyskografia
Albumy studyjne
- Mocking The Mocking Bird (2007)
- Mocking The Mocking Bird II (2009)
- The Driver and the Dancer (2010)
- The Weight Of It All (2024)

EP
- Two (2008)
- Wide Eyed Beautiful (2008)
- Time (2009)
- Running In Circles (2009)
- Escape (Lucky Lucky Me) (2010)
- People (2010)

Single
- Feel the Rain (2024)
- Teetime (2024)
- One-Time Story (2024)
- Fragile (2025) - wraz z Red Electric
- starkravingsad (2025)
- Silhouette (2025)

## Nagrody

### 2007
'Malta Music Awards
- Best CD Cover
- Best Artist Website
- Best Artist Image

### 2010
Malta Music Awards
- Best Artist Image